# 能级交错
能级交错，是指电子层数较大的某些轨道的能量反低于电子层数较小的某些轨道能量的现象。

## 简介
电子层数较大的某些轨道的能量反低于电子层数较小的某些轨道能量的现象。如4s反而比3d的能量小，填充电子时应先充满4s而后才填入3d轨道。过渡元素钪的外层电子排布为4s23d1，失去电子时，按能级交错应先失去3d电子，成为4s23d0，而从原子光谱实验得知，却是先失4s上的电子成为4s13d1。这是由于3d电子的存在，削弱了原子核对4s电子的吸引而易失去的。过渡元素离子化时，大体是先失去ns电子，但也有先失去(n- 1)d电子的，像钇等。能级交错的顺序不是绝对不变的，在原子序数大的原子中，3d轨道可能比4s轨道的能量低。